# Otto Reinhold (Komponist)
Otto Reinhold (* 3. Juli 1899 in Thum, Erzgebirge; † 27. August 1965 in Dresden) war ein deutscher Komponist und Musikpädagoge.

## Leben
Otto Reinhold besuchte von 1914 bis 1920 das Lehrerseminar in Annaberg und wurde zunächst Lehrer in Neustädtel. Im Jahre 1925 begann er, in Leipzig bei Hermann Grabner Komposition zu studieren. 1929 beendete er seine Studien und zog nach Dresden, wo er bis zu seinem Lebensende als Komponist und Musikpädagoge tätig war. Am 25. September 1937 beantragte er die Aufnahme in die NSDAP und wurde rückwirkend zum 1. Mai desselben Jahres aufgenommen (Mitgliedsnummer 5.878.857). Seine Werke fanden besonders in der DDR Beachtung und wurden teilweise auf Schallplatte eingespielt.
Sein Nachlass (Umfang: 227 Katalognummern) wird in der Musikabteilung der Sächsischen Landesbibliothek – Staats- und Universitätsbibliothek Dresden unter der Signatur: Mus.11705-... aufbewahrt.

## Tonsprache
Reinhold fühlte sich nach eigener Aussage keiner besonderen Stilrichtung verpflichtet. Er komponierte tonal mit modalem Einschlag. Seine Werke sind meist knapp gehalten, vital und melodisch. Er bemühte sich um Verständlichkeit und klare, in sich geschlossene Formgebung. Der neoklassizistische Tonfall mancher Werke verweist in abgemilderter Form auf Paul Hindemith, was sich besonders in Quartenharmonik und spielerischem Tonfall manifestiert. Auch Anton Bruckner spielt etwa in der Thematik oder der Behandlung der Blechbläser eine gewisse Rolle. Besondere Bekanntheit erlangte sein Triptychon für Orchester. Modernere kompositorische Entwicklungen spielten in Reinholds Schaffen keine Rolle.

## Werke

### Orchesterwerke
- Sinfonie (1951)
- Triptychon (1954)
- Festliches Vorspiel
- Sinfonische Ballade (1964)
- Tänzerische Suite für Klavier und Orchester (1953/54)
- Violinkonzert
- Flötenkonzert
- Konzertante Musik für Flöte, Bratsche und Orchester (1963)
- Die Nachtigall, Ballett (1958)

### Kammermusik
- Streichquartett (1960)
- Sechs Stücke für Streichquartett
- Klaviertrio (1948)
- Trio-Serenade für Klarinette, Viola und Klavier (1948)
- Violinsonate
- Musik für Viola und Klavier
- Kontrabass-Studien mit Klavier
- Klaviermusik in drei Sätzen (1938)
- Dresden, Klaviermusik (1955)